# کرنکرو (لوئیزیانا)
کرنکرو (به انگلیسی: Carencro) شهری در ایالت لوئیزیانا کشور ایالات متحده آمریکا است که جمعیت آن در سرشماری سال ۲۰۱۰ میلادی، ۷٬۵۲۶ نفر بوده‌است.